# Bolehlav (rod)
Bolehlav (Conium) je rod krytosemenných rostlin z čeledi miříkovitých. K prosinci 2020 eviduje Plants of the World Online celkem šest druhů.
Všechny druhy tohoto rodu jsou pro člověka jedovaté. C. maculatum, známý také jako bolehlav plamatý, je nechvalně známý jako prudce jedovatý. Bolehlav plamatý pochází z oblastí mírného pásu Evropy, severní Afriky a západní Asie. Druhy C. chaerophylloides, C. fontanum a C. sphaerocarpum pocházejí z jižní Afriky.

## Druhy
K prosinci 2020 eviduje Plants of the World Online celkem šest druhů:
- Conium chaerophylloides (Thunb.) Eckl. & Zeyh.
- Conium divaricatum Boiss. & Orph.
- Conium fontanum Hilliard & B.L.Burtt
- Conium hilliburttorum Magee & V.R.Clark
- bolehlav plamatý (Conium maculatum) L.
- Conium sphaerocarpum Hilliard & B.L.Burtt